# Доње Јесење
Доње Јесење је насељено место у саставу општине Јесење у Крапинско-загорској жупанији, Хрватска. До територијалне реорганизације у Хрватској налазило се у саставу старе општине Крапина.

## Становништво
На попису становништва 2011. године, Доње Јесење је имало 359 становника.

## Попис1991.
На попису становништва 1991. године, насељено место Доње Јесење је имало 404 становника, следећег националног састава:
| Попис 1991.‍  | Попис 1991.‍  | Попис 1991.‍ | Попис 1991.‍ | Попис 1991.‍ |
| ------------ | ------------ | ----------- | ----------- | ----------- |
|              |              |             |             |             |
| Хрвати       | Хрвати       |             | 400         | 99,00%      |
| регион. опр. | регион. опр. |             | 1           | 0,24%       |
| непознато    | непознато    |             | 3           | 0,74%       |
| укупно: 404  |              |             |             |             |